# TharnType: The Series
TharnType: The Series é uma série tailandesa BL dirigido por Bundit Sintanaparadee (Tee), produzida por Me Mind Y e estrelado por Suppasit Jongcheveevat (Mew) e Kanawut Traipipattanapong (Gulf). É uma adaptação de um romance web chamado TharnType Storyลีดนัป็นที่รักันซะดีๆกันซะดีๆ ou TharnType's Story: Hate You, Love You More em inglês de MAME (Orawan Vichayawannakul).
O enredo conta a história de Type, um universitário homofóbico, e seu companheiro de quarto homossexual, Tharn. Os dois dividem o mesmo quarto e enfrentam momentos de conflito mas gradualmente, ambos desenvolvem afeto um pelo outro. O drama estreou na Tailândia em 7 de outubro de 2019 a sua temporada foi concluída em 6 de janeiro de 2020 no canal TV Line. Um episódio especial intitulado TharnType Special, Our Final Love foi exibido em 19 de janeiro de 2020 no Siam Pavalai Royal Grand Theatre.

## Sinopse
Type Thiwat é um calouro bonito, apaixonado por futebol e comida picante. Apesar de ser uma pessoa amigável ele odeia homossexuais porque, na infância, foi abusado sexualmente por parente de sua família. Sua vida vira ao avesso quando conhece o seu companheiro de quarto carismático, Tharn Kirigun. Tharn é uma menino bonito, calmo, adora tocar bateria e é abertamente gay. Quando Type descobre, ele determina que o seu colega saia do seu dormitório, pois ele se recusa a viver com um gay. Tharn, revida as exigências homofobicas e ataques de raiva de Type. A tensão entre os dois aumenta a medida que um interesse romântico começa aparecer eventualmente.

## Elenco

### Principal[1]
- Suppasit Jongcheveevat (Mew) como Tharn Thara Kirigun
- Kanawut Traipipattanapong (Gulf) como Type Thiwat Phawattakun

### Secundário[1]
- Suttinut Uengtrakul (Mild) como Techno
- Kittipat Kaewcharoen (Kaownah) como Lhong
- Natthad Kunakornkiat (Hiter) como Tum
- Parinya Angsanan (Kokliang) como Tar
- Napat Sinnakuan (Boat) como Champ
- Thanayut Thakoonauttaya (Tong) como Thorn
- Tanawin Duangnate (Mawin) como Khlui
- Kantheephop Sirorattanaphanit (Run) como Seo
- Wasin Panunaporn (Kenji) como Technic
- Pongkorn Wongkrittiyarat (Kaprao) como Khom
- Pattarabut Kiennukul (AA) como San
- Siwapohn Langkapin (Eye) como Puifai

### Convidados
- Suppapong Udomkaewkanjana (Saint) como Pete
- Phiravich Attachitsataporn (Mean) como Lata
- Siwat Jumlongkul (Mark) como Kengkla

## Mídia Original
O romance TharnType Storyลีดนัป็นที่รักันซะดีๆ foi lançado pela primeira vez na internet em 2 de dezembro de 2014 na plataforma de escritores da Dek-D.com. A história é um spin-off de uma obra anterior da MAME, intitulado My Accidental Love is You. O romance foi publicado como uma cópia física em 2016, compilando 62 capítulos em dois livros. Uma sequência da história que consiste em 22 capítulos sobre a vida de Tharn e Type como um casal em seu sétimo ano foi publicado como um livro físico após os dois primeiros livros. Após o lançamento do drama, a procura pelo romance aumentou em 216% de audiência em na página oficial de Dek-D com mais de 3,8 milhões de visualizações totais.